# 波格丹二世
波格丹二世（羅馬尼亞語：Bogdan al II-lea，1409年—1451年10月17日）是摩尔达维亚的一位大公，于1449年10月12日至1451年10月17日在位。

## 家庭
据一些历史学家称，波格丹二世是亚历山德鲁一世的私生子，其母身份不明，而另一说法则认为波格丹与亚历山德鲁为兄弟。波格丹之妻是一名修道女——奥尔泰娅，逝世于1465年11月4日，埋葬于蘇恰瓦縣的某座修道院中。波格丹之子为斯特凡三世。
波格丹与扶持其上位的匈雅提·亚诺什关系密切。